# Bata (przedsiębiorstwo)

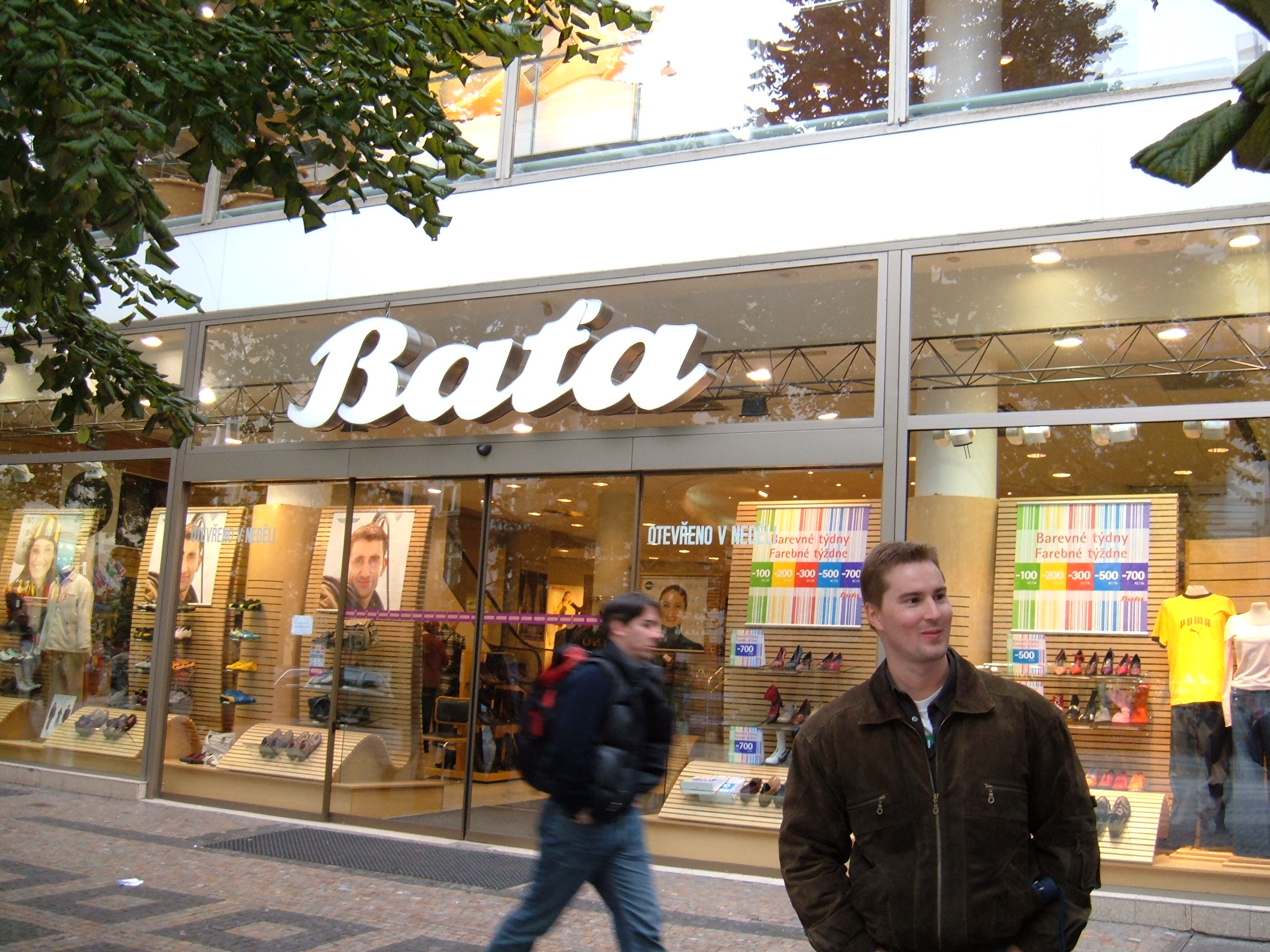

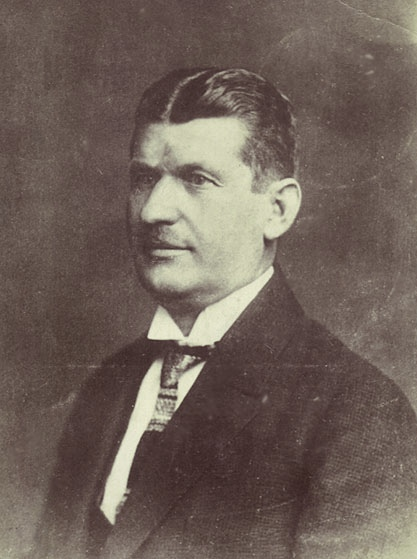
Tomáš Baťa

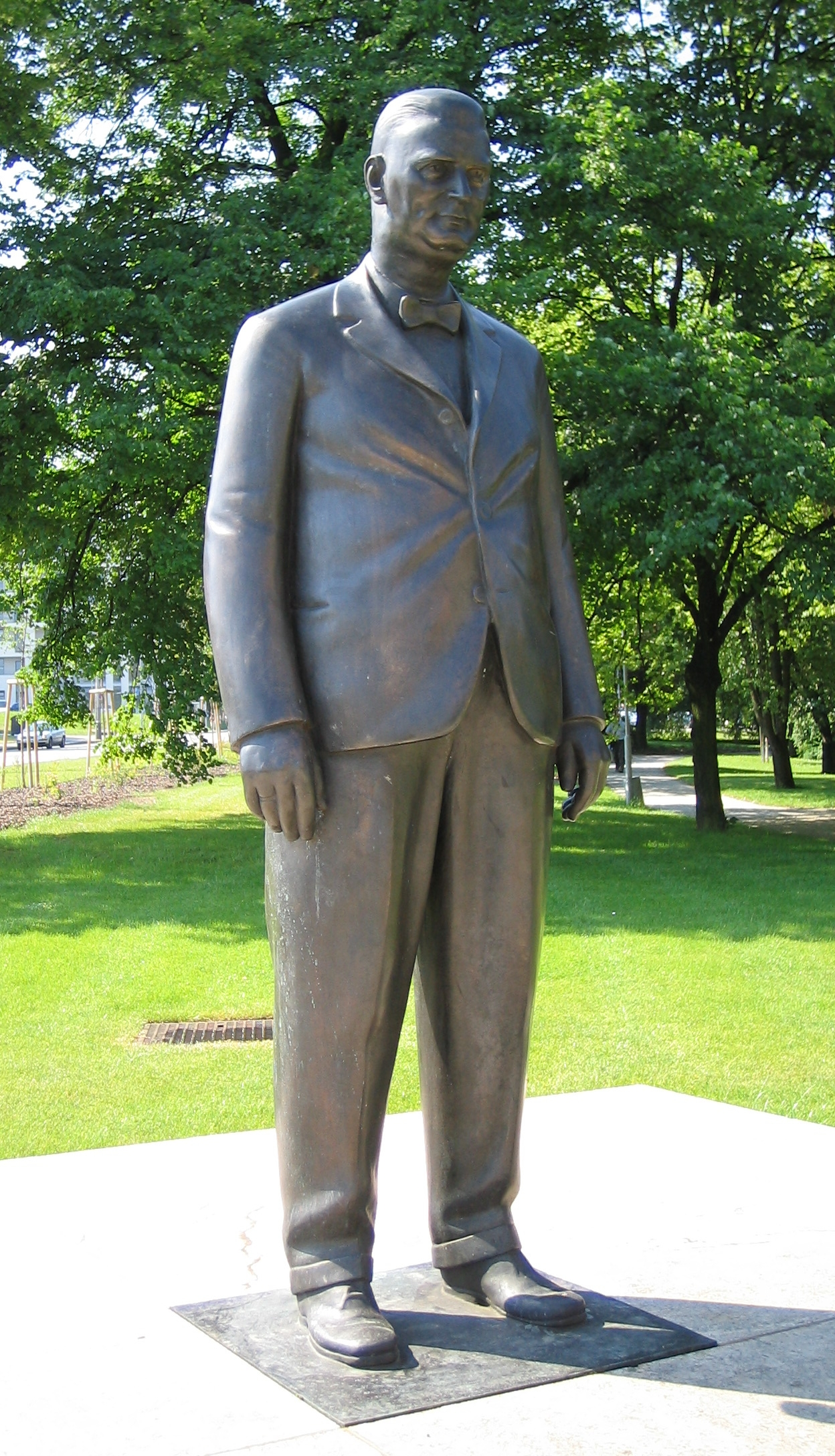
Pomnik Jana Antonína Baťy naprzeciwko wieżowca Baty w Zlinie

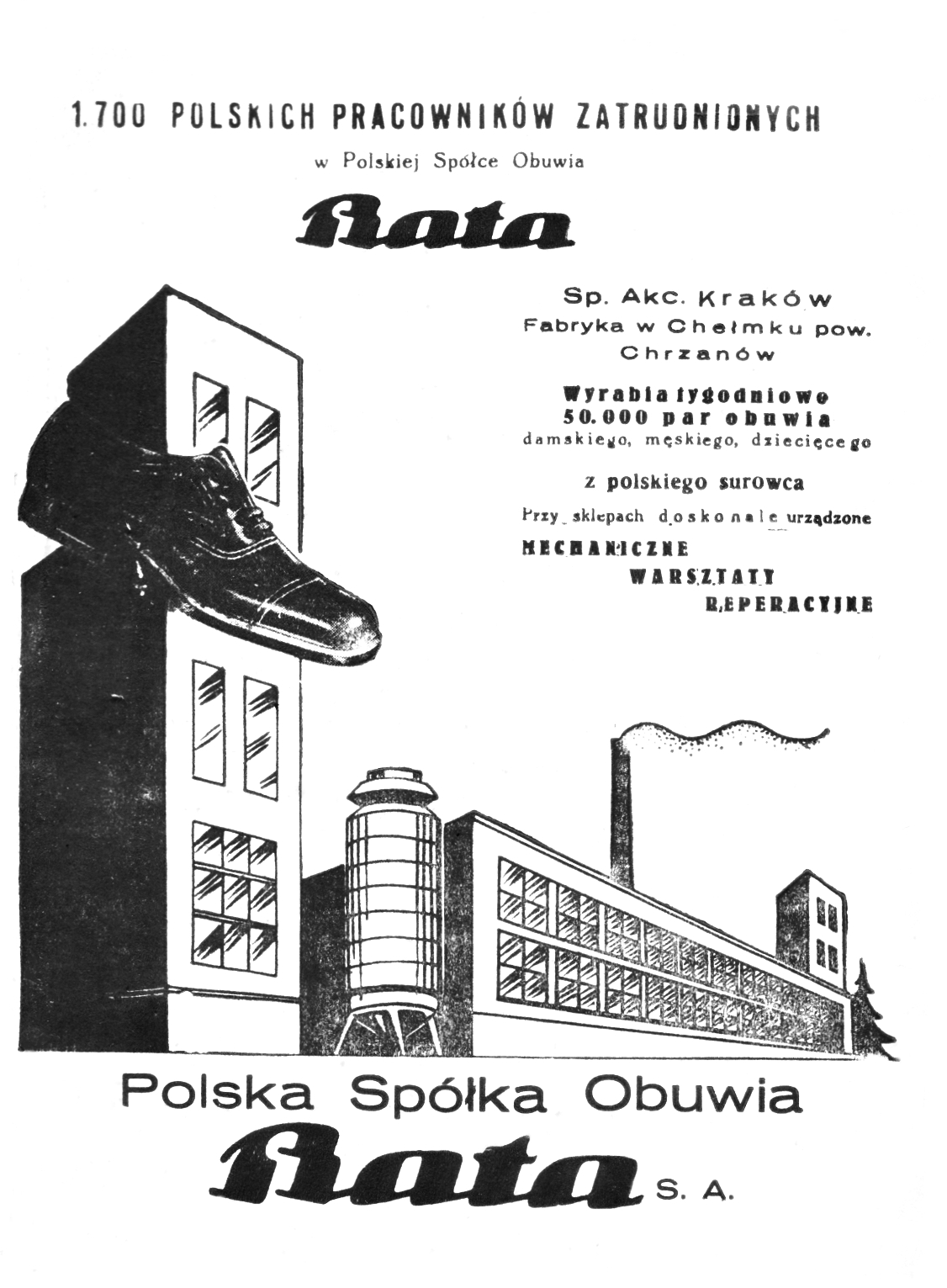
Reklama polskiej przedwojennej „spółki córki” Bata SA

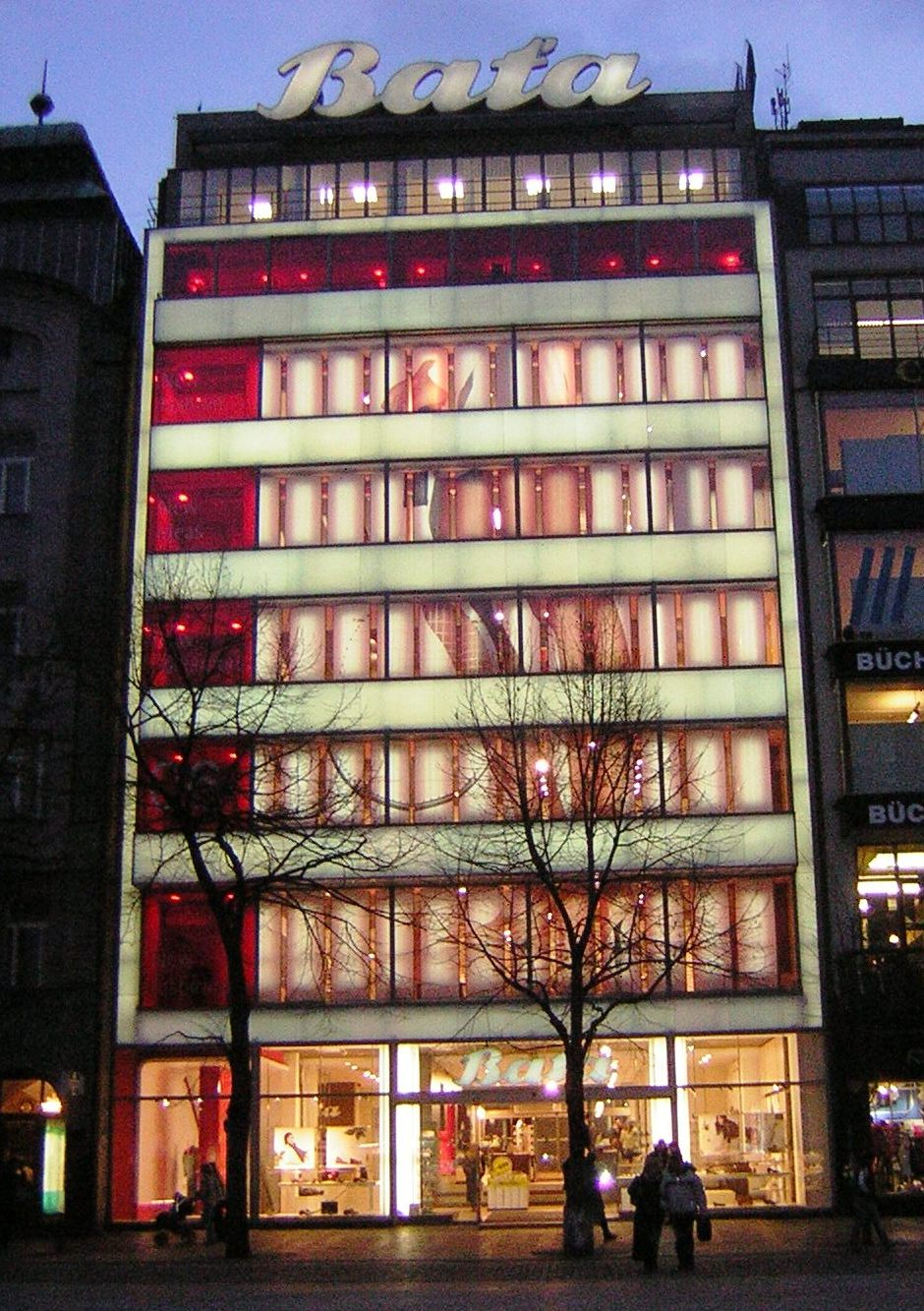
Dom handlowy Baty na placu Wacława w Pradze (1927–1929)

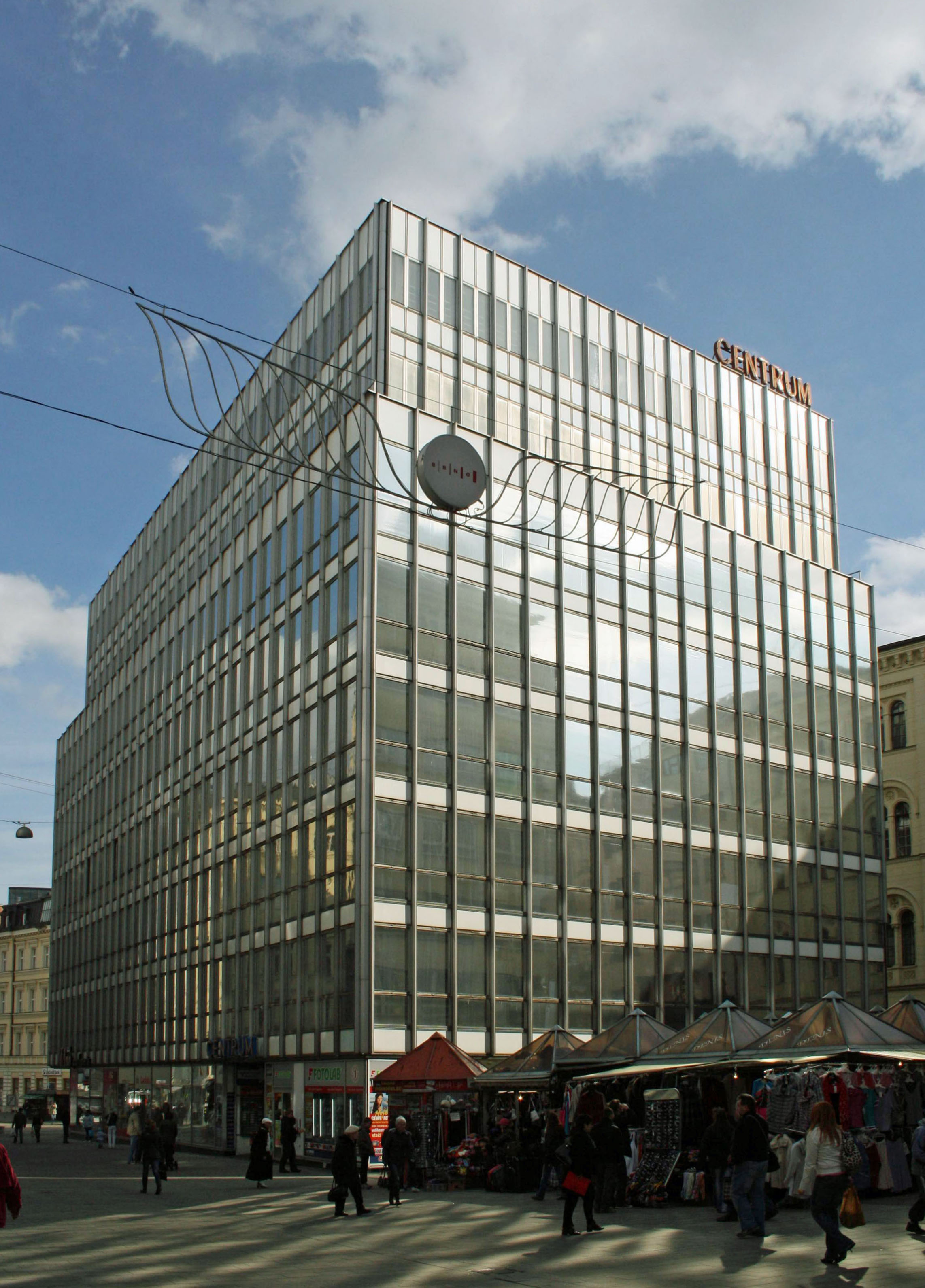
Budynek b. domu handlowego Baty w Brnie, obecnie dom handlowy Centrum (1929–1930)

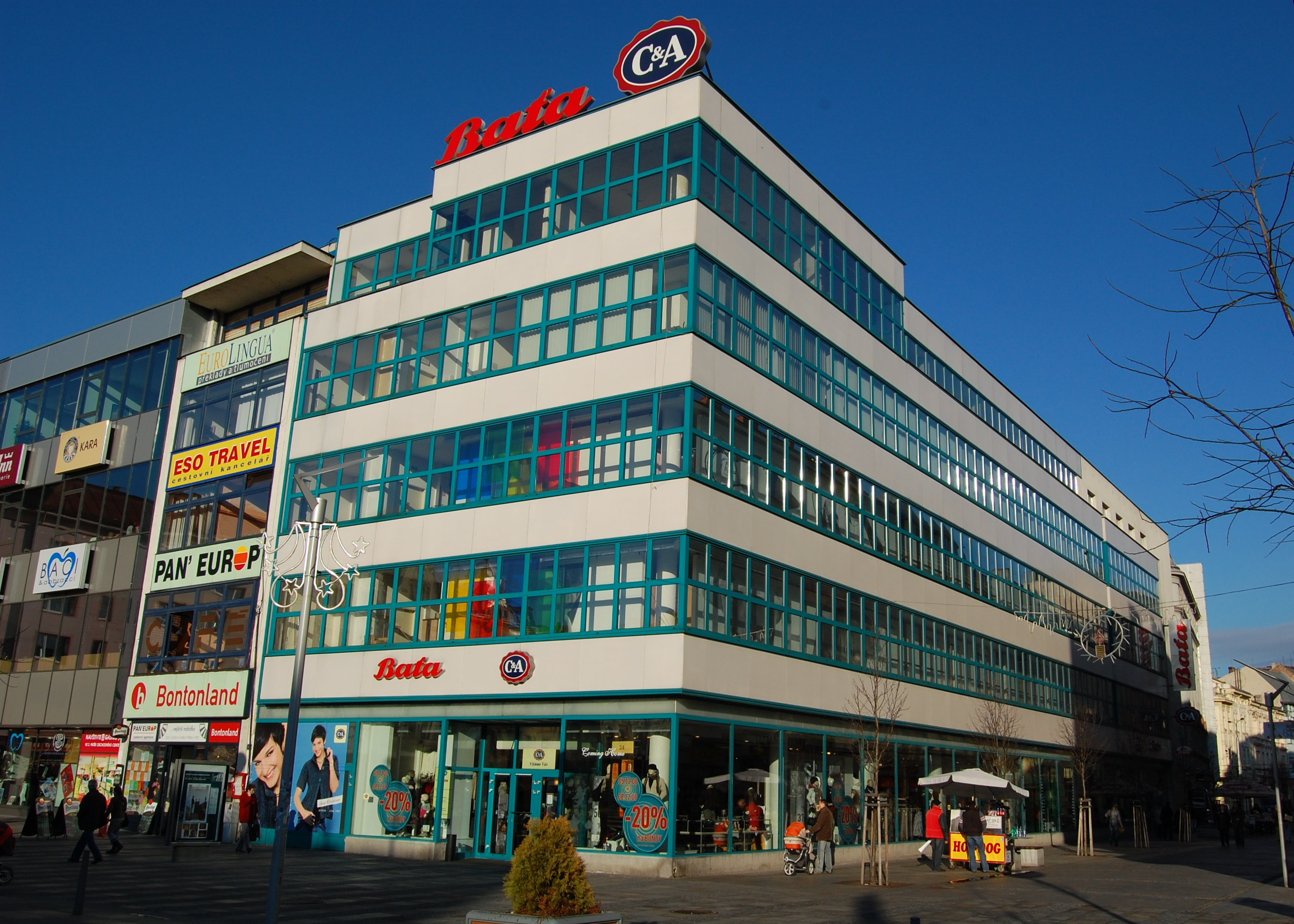
Dom handlowy Baty na placu Masaryka w Ostrawie (1931)

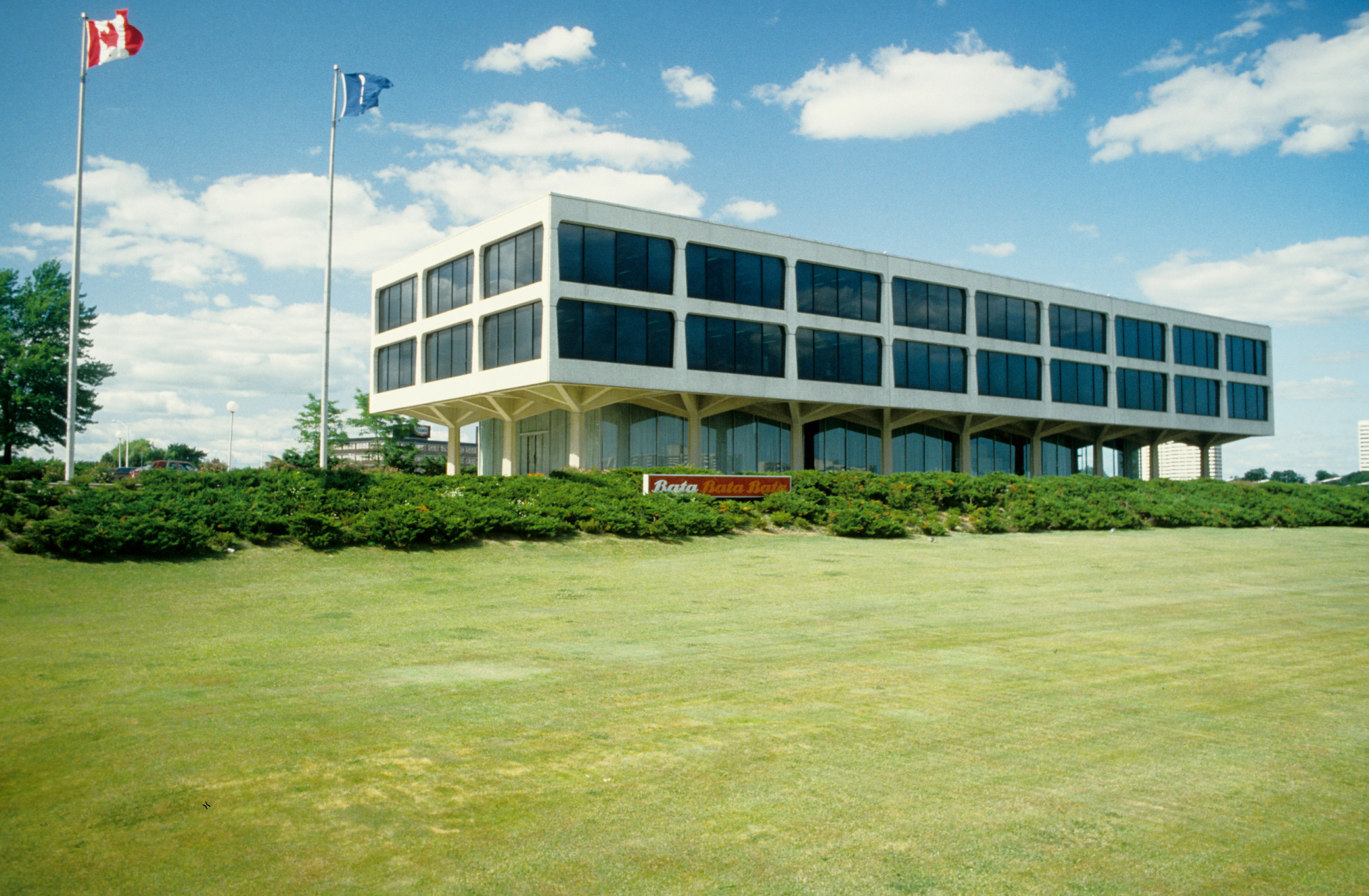
Siedziba koncernu Bata w Toronto (1965-2004)

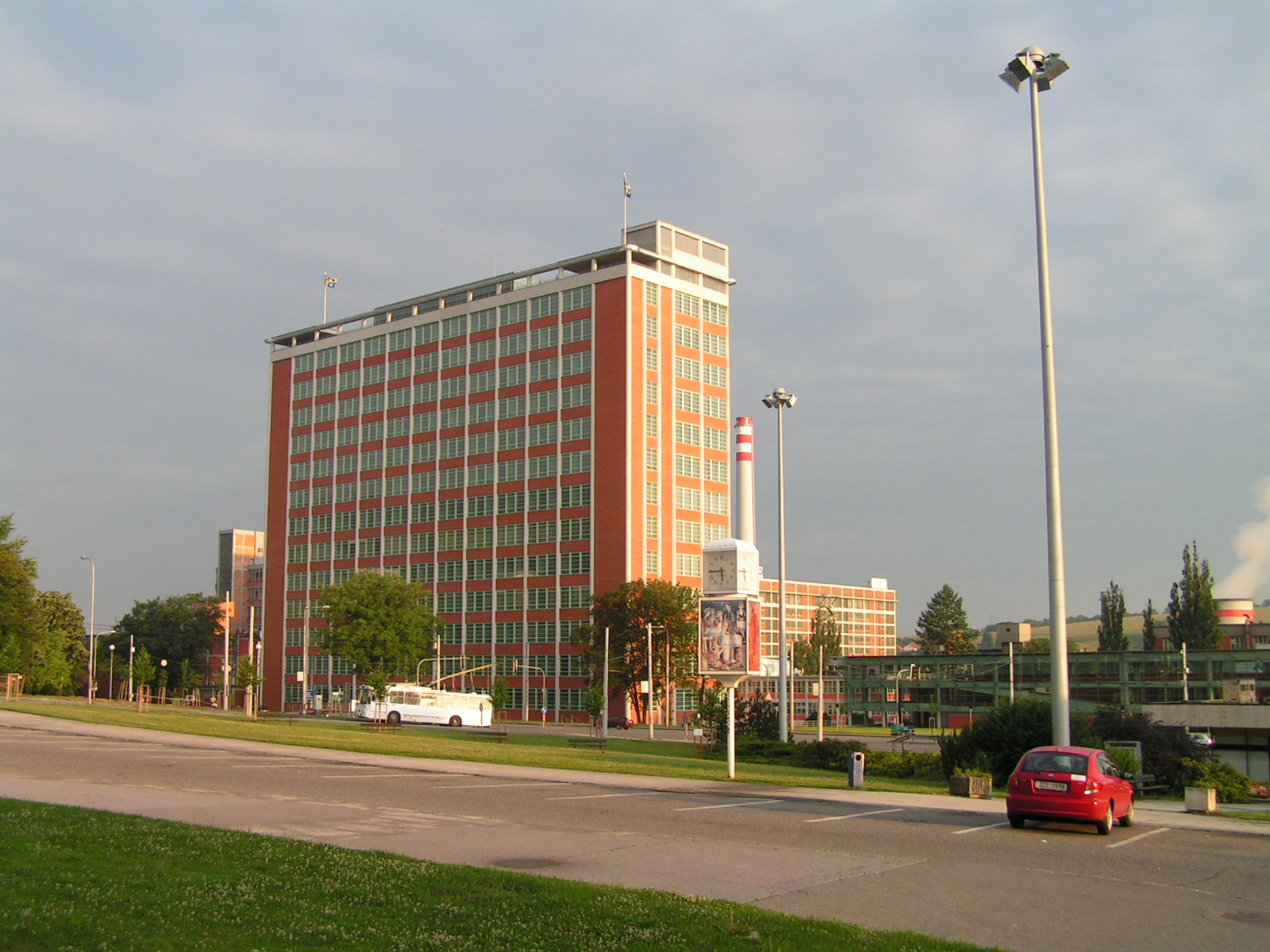
Wieżowiec Baty w Zlinie (1938)

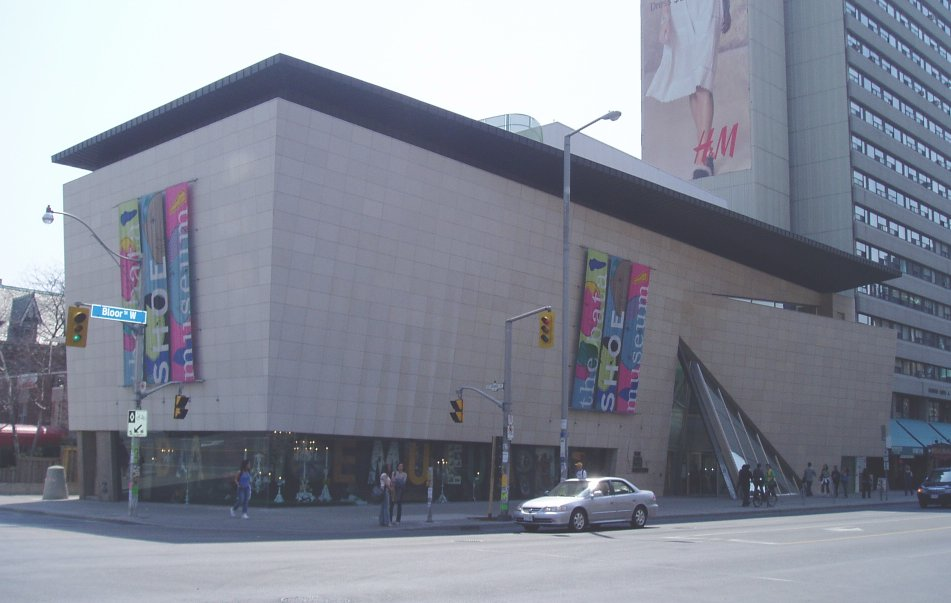
Muzeum Obuwia Baty w Toronto

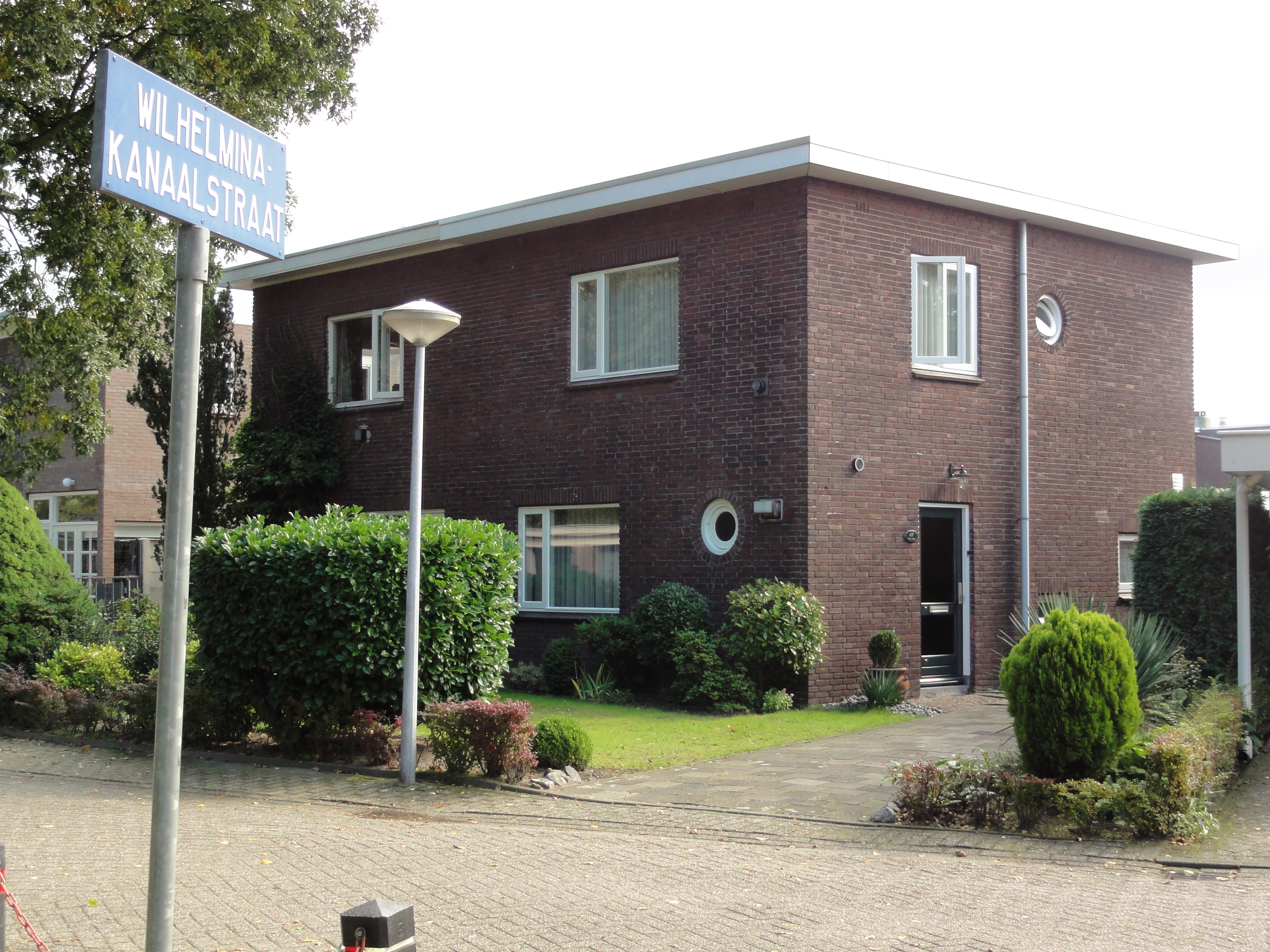
Dom dwurodzinny Baty w Best w Holandii, uznany za zabytek

Bata, też Baťa lub Baťovy závody (ang. Bata Shoes) – międzynarodowy koncern obuwniczy z siedzibą w Lozannie.

## Historia
21 września 1894 trójka rodzeństwa Antonín Baťa (1874–1908), Tomáš Baťa i Anna Baťova (1872–1936) założyło w Zlinie zakład szewski pod nazwą T. & A. Baťa. W otwarciu zakładu finansowo pomógł im ojciec Antonín Baťy (1844–1905) oraz pieniądze uzyskane ze spadku po zmarłej matce. Początkowo przedsiębiorstwo poza założycielami zatrudniało jeszcze trzech chałupników. Przełomem dla rozwoju przedsiębiorstwa był okres I wojny światowej, kiedy to firma otrzymała duże zamówienia od wojska, a dzienna produkcja przekroczyła 10 tys. par obuwia przy zatrudnieniu ponad 5 tys. pracowników. W 1930 w koncernie wprowadzono 40-godzinny tydzień pracy. W 1931 przedsiębiorstwo zostało przekształcone w spółkę akcyjną. Po śmierci Tomáša Baty w wypadku lotniczym w Otrokovicach pod Zlinem, w czasie rejsu do Zurychu samolotem Junkers F.13 o numerze rejestracyjnym D-1608, od 1932 przedsiębiorstwem zarządzał jego przyrodni brat Jan Antonín Baťa.
Rodzina Baty dostrzegała potencjał produkcji na dużą skalę (Tomáš Bata był np. określany „Henry Fordem z Europy Wschodniej”). Bata dywersyfikowała swoje działania angażując się w bardzo odległe od obuwnictwa dziedziny, m.in. w przemysł budowlany (od 1924 własny oddział budowlany, przekształcony w 1931 w spółkę „Zlin”; cegielnia z 1924), chemiczny, bawełniany, tekstylny, papierniczy, rolnictwo, leśnictwo, maszynowy, taboru kolejowego, lotniczy (np. Zlínská letecká společnost, a. s.), oponiarski (firma Barum), wydobywczy (2 kopalnie węgla brunatnego, np. od 1932 w Dubnanach), transport (kolejowy, lotniczy, morski i śródlądowy), hotelarstwo (w 1933 hotel Moskva w Zlinie), filmowy (studio filmowe w 1936), ubezpieczenia (od 1930 firma Atlas), działalność eksportowo-importową w prawie wszystkich branżach (w 1933 firma Kotva), wydawniczą czy plantacje kauczuku. Budowano nie tylko zakłady, lecz też infrastrukturę mieszkaniową oraz techniczną, jak np. zrealizowany w latach 1935–1938 Kanał Baty. W Zlinie wybudowano też 2 elektrownie (1913, 1921), ciepłownię (1931), gazownię (1931), stadion (1940), kąpielisko (1939), korty tenisowe, szpital (1927–1936), szkoły (m.in. techniczną (1937), handlową (1937), zarządzania (1938), projektantów obuwia (1939), pilotażu), przedszkola, biblioteki, kino na 2–3 tys. widzów (1932), domy towarowe (1927, 1931), sklepy spożywcze, kościoły – ewangelicki (1937) i katolicki, muzeum obuwia (1930), cmentarz (1932) itd. 25 lutego 1939 r. firma Bata, poprzez spółkę komandytową HUMUS, odkupiła od spadkobierców Jánosa Ferenca Pálffy’ego zamek w Bojnicach wraz z obsługującym go gospodarstwem, tamtejszym uzdrowiskiem oraz 11 tys. ha gruntów (w przeważającej części lasów).
Bata ma zakłady produkcyjne w 27 państwach, sklepy zaś w ponad 50. Szacuje się, że w historii przedsiębiorstwa sprzedano 14 mld par butów.
Chronologicznie przedsiębiorstwo było zarządzane kolejno ze Zlinu, Londynu, Nowego Jorku, od 1964 z Toronto, a od 2002 z Lozanny.

### Historia Baty w Polsce
W Polsce międzywojennej w 1929 przedsiębiorstwo powołało Polską Spółkę Obuwia Bata S.A. w Krakowie, o kapitale akcyjnym 3 mln zł, który został podzielony na 12 tys. akcji po 250 zł, oraz:
- od 1932 zakłady produkcyjne w Chełmku koło Chrzanowa, znane w okresie powojennym jako Południowe Zakłady Obuwia (1947–1959), Południowe Zakłady Przemysłu Skórzanego „Chełmek” (1959–1990), Południowe Zakłady Przemysłu Skórzanego „Chełmek” S.A. (1991–2003), obecnie nie funkcjonują[3],
- od 1939 zakłady w Radomiu, w okresie okupacji jako Bata Schuh- und Leder Werke, Radomskie Zakłady Obuwia (od 1948), później Radomskie Zakłady Przemysłu Skórzanego „Radoskór” (1959–1999), które obecnie nie funkcjonują.

Do przedsiębiorstwa Bata należał też uruchomiony w 1931 zakład niemieckiej filii koncernu pn. Niemieckie Zakłady Obuwnicze Bata S.A. (Deutsche Schuh Aktiengesellschaft Bata) w ówczesnym Ottmuth na niemieckim Górnym Śląsku, do którego w 1933 przeniesiono też z Berlina siedzibę zarządu filii. W 1938 zmieniono nazwę zakładu na Śląskie Zakłady Obuwnicze OTA Otmęt S.A. (OTA Schlesische Schuh-Werke Ottmuth A.G.). Produkcję wznowiono w 1946. Kolejne nazwy to: Fabryka Obuwia OTA w Otmęcie – Tymczasowy Zarząd Państwowy (1945–1948), Śląskie Zakłady Obuwia (1948–1962), Śląskie Zakłady Przemysłu Skórzanego „Otmęt” (1962–1999). Obecnie sukcesorem zakładów jest kilku mniejszych producentów obuwia. Miejscowość Otmęt w 1961 została wchłonięta przez pobliskie Krapkowice.
W 1943 działały też dwa podmioty gospodarcze:
- Bata Schuhhandelsgesselschaft mbH w Gdańsku
- Ostschuh GmbH w Wilnie

W 1995 Bata reaktywował w Polsce spółkę dystrybucji obuwia, z siedzibą w Warszawie.

## Specyfika Baty
Jej elementem jest wdrażana przez rodzinę Baty, zwłaszcza w okresie międzywojennym, idea „kapitalizmu z ludzką twarzą”, tanich i dobrej jakości wyrobów przy zapewnieniu godziwych warunków pracy i płacy oraz życia pracowników, dla których tworzono całą infrastrukturę komunalną. Model macierzystych zakładów w Zlinie przenoszono do wielu miejsc w świecie, m.in. do:
- 1930 – Otrokovice Baťov (Czechy),
- 1931 – Bošany (Słowacja), Borovo-Vukovar (Chorwacja), Ottmuth (Niemcy, obecnie Krapkowice, Polska), Konnagar-Hooghly (Indie), Bataganj-Digha (Indie), Bangalore (Indie),
- 1932 – Möhlin (Szwajcaria), Chełmek (Polska), Heillecourt (Francja), Bataville (Francja), East Tilbury (Anglia),
- 1933 – Třebíč-Borovina (Czechy), Batadorp-Best (Holandia),
- 1934 – Batizovce (obecnie Svit) (Słowacja), Batanagar (Indie), Konagar (Syria, obecnie Liban), Bagdad (Irak),
- 1935 – Nové Zámky (Słowacja), Napajedla (Czechy), Klang (Malezja),
- 1936 – Belcamp (USA), Aleksandria-Mansurieh (Egipt),
- 1937 – Singapur,
- 1938 – Baťovany (obecnie Partizánske) (Słowacja), Liptovský sv. Mikuláš (Słowacja), Zruč nad Sázavou (Czechy), Batavia-Kalibata, obecnie część Dżakarty (Indonezja), Batapur (Pakistan),
- 1939 – Sezimovo Ústí (Czechy), Dhaka (Bangladesz), Gwelo (Rodezja, później Modrat, Zimbabwe), Pinetown (RPA), Nairobi-Limur (Kenia), Chosica (Peru), Sandak (Meksyk), Batawa (Kanada), Batatuba (Brazylia), Lima (Peru), Batafler Peñaflor-Santiago de Chile (Chile), Lahore (Indie, obecnie Pakistan), Casablanca (Maroko),
- 1940 – Kongo Belgijskie, Quillacollo (Bolivia), Dakar (Senegal), Port-au-Prince (Haiti), Hajfong (Wietnam),
- 1941 – Martfű (Węgry), Mariápolis (Brazylia), Gautemala, Manila (Filipiny)[5][6],
- 1942 – Batapur (Pakistan),
- 1952 – Faridabad (Indie),
- 1953 – Bataguassu (Brazylia),
- 1958 – Nova Andradina (Brazylia),
- 1961 – Mornington (Australia),
- 1962 – Dhamrai-Tongi (Bangladesz),
- 1963 – Batayporã (Brazylia), Anaurilândia (Brazylia)[7]
- lata 60. XX w. – Maipú-Santiago (Chile).

Pewnym wzorcem w zakładaniu osiedli przemysłowych była Fordlandia w Aveiro, w brazylijskim stanie Pará, który to projekt ostatecznie nie powiódł się.
Ważnym elementem strategii biznesowej Baty i jego programu inwestycyjnego oraz istotnym działaniem marketingowych było utworzenie dużej, szybko rosnącej własnej sieci sprzedaży. Od końca 1920 przedsiębiorstwo rozpoczęło tworzenie własnej dużej sieci domów towarowych. Dzięki typowym projektom architektonicznym natychmiast stały się charakterystyczną formą sprzedaży firmy Bata. Pierwszy powstał na pl. Wacława w Pradze (1928–1929), następne m.in. w Karlovych Varach (1929), Brnie (1929–1930), Kolínie (1930), Ostrawie (1931), Mariańskich Łaźniach (1931), Kromieryżu (1931), Mielniku (1931), Libercu (1931–1932), Ołomuńcu (1932), Łuczeńcu (1932), Użhorodzie (1932), Bratysławie (1932), Šumperku, Chomutovie (1933), Cieplicach (1933), Pieszczanach (1935), Igławie (1935), Pilźnie, Mladá Boleslav, i w Amsterdamie (1938) oraz w Wiedniu.
Rodzina Baty należała do grona najbogatszych w ówczesnym świecie.
Obecnie specyfiką Baty jako zjawiskiem naukowym zajmują się historycy, socjolodzy, urbaniści i architekci, publikując swe prace oraz dyskutując na szeregu konferencji naukowych, jak np. 24–25 marca 2011 w Pradze, 8 października 2011 w Chełmku oraz 13–14 września 2012 w Zlinie.

## Wykaz miejscowości Baty
Miejscowości założone przez rodzinę Bata, ułożone w porządku alfabetycznym:
- Batadorp-Best, Holandia (1933),
- Batafler Peñaflor-Santiago de Chile, Chile (1939),
- Bataganj, Digha, Indie (1931),
- Bataguassu, Brazylia (1953),
- Batanagar, Indie (1934),
- Batapur, Pakistan (1938),
- Batatuba, Brazylia (1939),
- Bataville, Francja (1932),
- Batawa, Kanada (1939),
- Batayporã, Brazylia (1963),
- Batizovce, obecnie Svit, Słowacja (1934),
- Baťov-Otrokovice, Czechy (1930),
- Baťovany, obecnie Partizánske, Słowacja (1938).

## Szefowie przedsiębiorstwa
Baťa (1894–1945)
- 1931–1932 – Tomáš Baťa, szef
- 1932–1945 – Jan Antonín Baťa, szef

Bata Shoe Organization (od 1945)
- 1945–1984 – Tomáš Jan Baťa, CEO
- od 1984 – Thomas George Baťa, CEO

### Filmy
- film dokumentalny Czeskiej TV – Zlinski wieżowiec (Zlínský mrakodrap)
- Firma Bata i jej Zlin (Firma Bata a jejich Zlin)
- Jan Bata – nasz wielki obywatel, właściciel i kosmopolita (Jan Antonin Bata – nas velky obcan, vlastenec a kosmopolita)
- Jan Bata – Brazylijskie ślady (Jan Antonín Baťa – Brazilské stopy)